# 10948 Odenwald
10948 Odenwald è un asteroide della fascia principale. Scoperto nel 1960, presenta un'orbita caratterizzata da un semiasse maggiore pari a 2,3732803 UA e da un'eccentricità di 0,0493341, inclinata di 6,15301° rispetto all'eclittica.